# 江苏省教育考试院
32°03′53″N 118°46′48″E / 32.064783°N 118.77991°E

江苏省教育考试院的标志

江苏省教育考试院（Jiangsu Provincial Education Examination Authority）是一个江苏省教育厅下属单位，位于江苏省南京市北京西路15-2号，2005年由原江苏省高等学校招生委员会办公室、江苏省自学考试委员会办公室、江苏省普通高中会考办公室合并组建。考试院主要承担普通高考等大型考试的组织与命题。

## 主要任务
- 负责江苏高考的组织、命题、阅卷等工作，组织高校的招生录取；
- 负责江苏省普通高中学业水平测试的组织、命题、阅卷等工作；
- 负责全省高等教育自学考试的组织管理工作；
- 承担国家、省教育行政部门及社会有关单位委托的各类证书考试工作；
- 承担高校各类考试（英语四、六级考试，计算机等级考试等）的组织管理工作；
- 承担研究生入学考试的组织管理工作。

此外，还有：
- 组织开展教育招生考试研究，开发招生考试信息资源；
- 组织开展招生考试宣传，主办招生考试刊物和教育考试网站；
- 指导市、县教育招生考试机构的考试业务工作。

## 机构设置
- 办公室
- 高校招生处
- 自学考试处
- 成人招生与高中招生处
- 社会考试处
- 考试命题中心
- 网络信息中心
- 招生考试服务中心